# Ситније, Циле, ситније
Ситније, Циле, ситније је трећи макси сингл албум, у своје време познатог југословенског музичког састава „Слатког греха“, на челу са и данас популарном певачицом новокомпоноване музике Лепом Бреном. На албуму се налазе две песме:
1. Ситније, Циле, ситније
2. Хеј најлуђе моје

## О албуму
Композитор обе композиције је Корнелије Ковач а текстописац Марина Туцаковић.
Са насловном песмом „Ситније, Циле, ситније“, Лепа Брена је учествовала на Југовизији, југословенском избору за представника на песми Евровизије 1983. године, одржаном 16. марта у студију РТВ Нови Сад у Новом Саду. И ако није победила песма је постала велики хит, а певачица и цела група постигли су још већу популарност.
Непосредно након Југовизије, албум „Ситније, Циле, ситније“, у издању продукцијске куће ПГП РТБ пуштен је у продају и врло брзо остварио огроман успех са 800.000 продатих примерака. После тога следи њихова прва велика турнеја по Југославији, концерти са рекордним бројем посетилаца, захваљујући којима, како и сама Лепа Брена сматра, заслужно почиње да јој се приписује статус „неприкосновене звезде“.
Музичка група „Грива“ је исте 1983. године направила успешну хеви метал пародију на Бренин евровизијски дебакл. Композиција је носила назив „Ситније, сестро, ситније“ и била је штампана у 120.000 примерака, у издању Југотонa. Уз добру маркетиншку подршку „Грива“ се тада сместила у сам врх југословенске рок сцене.

## Продаја
| Држава          | Највиша позиција на листи | Сертификација | Продаја  |
| --------------- | ------------------------- | ------------- | -------- |
| СФР Југославија | 1                         | 6x Платинаст  | 800 000+ |

## Информације о албуму
- Текст: Марина Туцаковић
- Продуцент: Корнелије Ковач
- Фото: Драгољуб Миловановић
- Дизајн: Иван Ћулум
- Музички уредник: Корнелије Ковач